# 联合视频工作组
联合视频工作组，英語：，简称。JVT的组成成员主要来自ISO／IEC组织的MPEG小组以及来自ITU组织的VCEG小组。JVT编码组的形成是在视频压缩标准的研讨过程形成的。在2001年6月，经过评估发现，H.26L编码技术基本能够满足MPEG的标准需求，因此MPEG中的成员和VCEG中的成员组成了一个新的小组，叫做Joint Video Team，来推动和管理H.26L的最后标准化开发。在实际运作中，JVT的会议经常和VCEG以及MPEG的会议同时同地召开，JVT产生的结果直接向上汇报给两个母小组。当前，JVT的主要功能已经从H.264/MPEG-4 Part 10，转移到更多的颜色空间支持以及提高采样正确性。